# Prix BD du Salon du livre de Trois-Rivières
Le Prix BD du Salon du livre de Trois-Rivières vient récompenser la première édition d'une bande dessinée québécoise, parue au Québec en langue française au cours de l'année. Il est remis annuellement depuis 2019 dans le cadre du Salon du livre de Trois-Rivières (SLTR),. Ce prix s'ajoute aux Prix Illustration jeunesse également remis chaque année par le SLTR.
Depuis l'édition de 2022, deux prix sont accordés : l'un dans la catégorie BD Adulte, l'autre dans la catégorie BD Jeunesse. 

## Lauréats et finalistes

### Catégorie BD Adulte
Les lauréats sont indiqués en gras.
- 2019[3] :  La Petite Russie, scénario et dessin : Francis Desharnais, éditions Pow Pow.
  - Les ananas de la colère. Scénario et dessin : Cathon, éditions Pow Pow.
  - La Petite Russie. Scénario et dessin : Francis Desharnais, éditions Pow Pow.
  - La vie d’artiste. Scénario et dessin : Catherine Ocelot, publié chez Mécanique Générale.
  - 13e Avenue. Dessin : François Vigneault. Scénario : Geneviève Pettersen, éditions La Pastèque. (Mention spéciale)

- 2020[4] :  Le projet Shiatsung, scénario et dessin : Brigitte Archambault, éditions Mécanique Générale. 
  - La grosse laide. Scénario et dessin : Marie-Noëlle Hébert, paru aux éditions XYZ.
  - Le projet Shiatsung. Scénario et dessin : Brigitte Archambault, éditions Mécanique Générale.
  - Si on était. Scénario et dessins : Axelle Lenoir, publié chez Front Froid.

- 2021[5] :  Khiêm - Terres maternelles, scénario : Yasmine Phan Morissette. Dessin : Djibril Phan Morissette, éditions Glénat Québec. 
  - La Brume. Scénario et dessin : Mireille Saint-Pierre, éditions Nouvelle adresse.
  - Khiêm - Terres maternelles[5]. Scénario : Yasmine Phan Morissette. Dessin : Djibril Phan Morissette, éditions Glénat Québec.
  - Traces de mocassins. Scénario et dessin : Louis Rémillard, éditions Moelle Graphique.
  - Aventurosaure T. 3, L'oracle de Trïasio. Scénario et dessin : Julien Paré-Sorel, éditions Presses Aventure. (Mention spéciale)

- 2022 :  Le petit astronaute de Jean-Paul Eid, Les éditions de la Pastèque 
  - Mégantic, un train dans la nuit de Christian Quesnel et Anne-Marie Saint-Cerny, éd. Écosociété
  - Football-Fantaisie de Zviane, Éditions Pow Pow

- 2023[6] : La méduse de Boum, éd. Pow Pow 
  - Le film de Sarah de Caroline Lavergne, éditions Nouvelle adresse
  - Symptômes de Catherine Ocelot, éd. Pow Pow
- 2024: Passages secrets, de Axelle Lenoir, éd. Pow Pow
  - Shérif junior, de Samuel Cantin éd. Pow Pow
  - Dédé, de Christian Quesnel, Libre Expression

### Catégorie BD Jeunesse
Catégorie créée en 2022.
Les lauréats sont indiqués en gras.
- 2022 :  Mon Teddy à moi, Rémy Simard, Éditions de la Bagnole  
  - Truffe, texte de Fanny Britt, dessins de Isabelle Arsenault, Éditions de La Pastèque
  - Aventurosaure - Les portes de Jurassia, de Julien Paré-Sorel, Presses Aventure

- 2023[6] :  Parfois les lacs brûlent de Geneviève Bigué, éd. Front Froid 
  - Si on était..., tome 2 de Axelle Lenoir, éd. Front Froid
  - Le facteur de l’espace, tome 3 : La faim du monde de Guillaume Perreault, éd. La Pastèque
- 2024: La soupe au lait, de Émilie Leduc, éd. Monsieur Ed
  - Le tiroir des bas tout seuls, de Orbi, éditions Les 400 coups
  - Botanica Drama, de Thom, éd. Pow Pow